# Chiesa del Sacro Cuore di Gesù (Vinchiana)
La chiesa del Sacro Cuore di Gesù è una chiesa di Lucca posta nella frazione pedecollinare di Vinchiana, un piccolo paese della Brancoleria

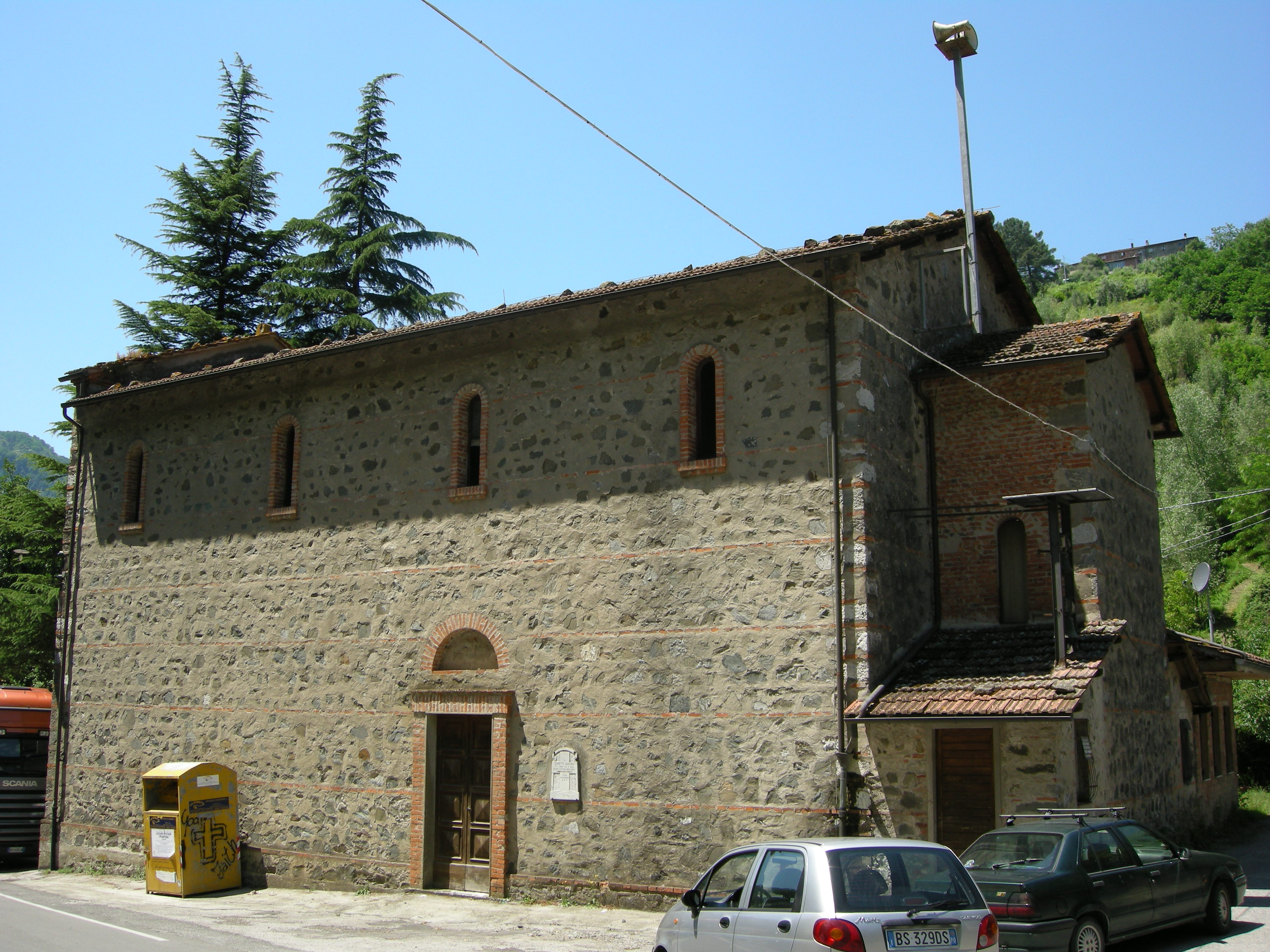
Chiesa di Vinchiana

La chiesa, che dipende dalla chiesa di San Giusto di Brancoli, venne costruita nel 1950 per agevolare la popolazione di Vinchiana e della vicina zona pianeggiante del basso piaggionese. L'inaugurazione risale al 1952. È in semplice stile moderno, con pareti in pietra e laterizio a vista per armonizzarsi con l'edilizia antica del paese.